# Canton Appenzello
Il Canton Appenzello (nome ufficiale in tedesco: Land Appenzell)  è stato un cantone svizzero entrato a far parte della Vecchia Confederazione nel 1513. La lingua ufficiale era il tedesco, mentre il capoluogo era il borgo di Appenzello. Nel 1597 il cantone venne diviso in due per ragioni religiose: da una parte l'Appenzello Esterno (protestante) e dall'altra l'Appenzello Interno (cattolico).

## Denominazione
L'antica denominazione Appenzell daz lant compare per la prima volta nel 1379, ma all'epoca il territorio non comprendeva ancora Trogen, Herisau e il Vorderland; dal 1429 (forse già dal 1403) al 1597 il toponimo Land Appenzell (Paese di Appenzello) designò il territorio dei due semicantoni attuali.

## Geografia
Le colline e le montagne della parte settentrionale del cantone, compresa la zona di molassa, fanno parte dell'Altopiano, mentre i rilievi montagnosi della parte meridionale (con il massiccio dell'Alpstein e la sua cima più alta, il Säntis) appartengono alle Prealpi; in genere le catene montagnose corrono da sud ovest a nord est. I corsi d'acqua, rivolti quasi esclusivamente verso nord (Urnäsch, Sitter, Rotbach e Goldach), con le loro forre o conche vallive dividono il territorio in più zone: l'Hinterland, il Mittelland e il Vorderland dell'odierno semicantone di Appenzello Esterno, nonché la conca valliva intorno al borgo di Appenzello nell'odierno semicantone di Appenzello Interno.

## Storia

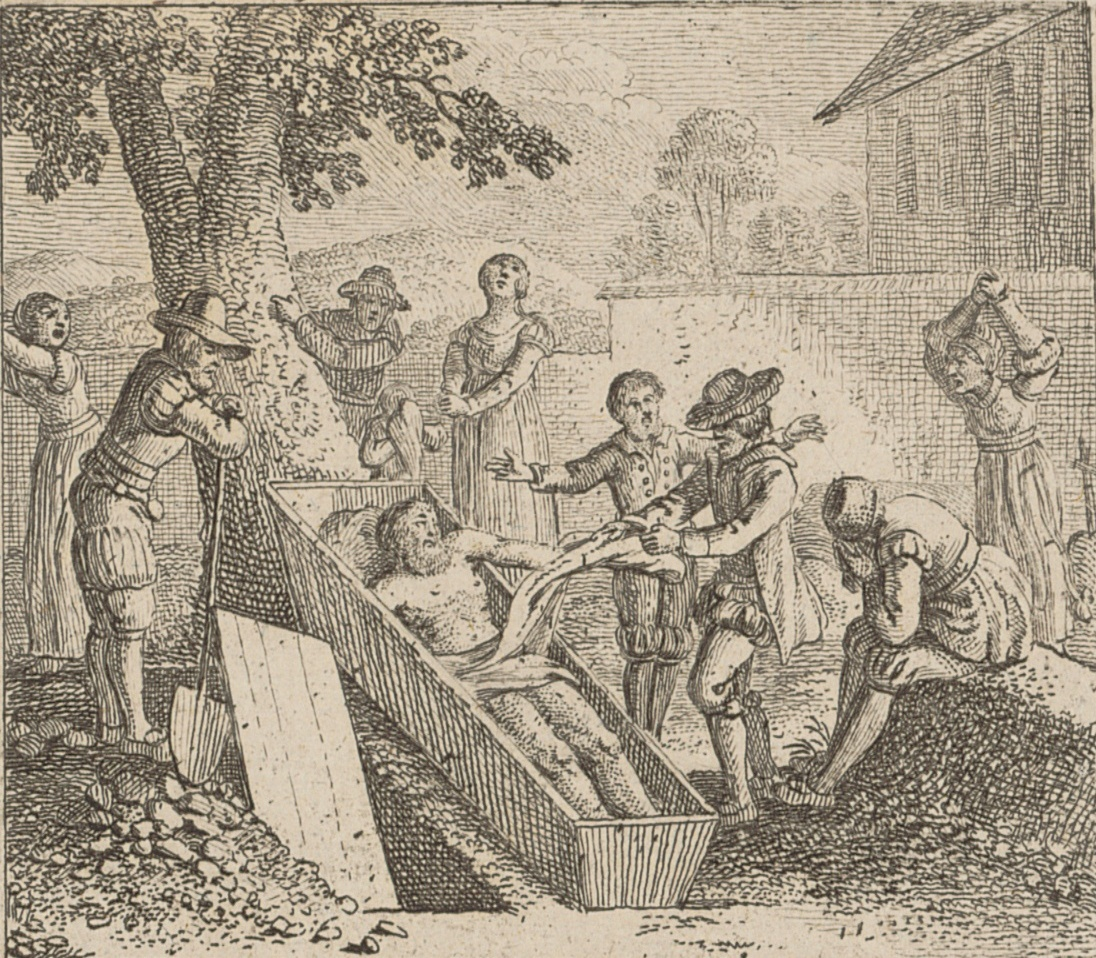
"La severità dei balivi abbaziali nel Paese di Appenzello" di Johann Rudolph Schellenberg

La colonizzazione alemanna dell'Appenzello iniziò presumibilmente solo nell'VIII secolo; nel territorio mancano infatti sia le tombe a schiera con corredi sia i toponimi in -ingen e -inghofen, caratteristici di epoche precedenti. Le più antiche attestazioni concernenti gli insediamenti, le proprietà fondiarie, le signorie e la vita ecclesiastica in territorio appenzellese compaiono in atti del monastero di San Gallo risalenti all'VIII-XI secolo.
L'abbazia di San Gallo detenne diritti fondiari ad Appenzello forse già a partire dal 719 circa, anno in cui il tribuno Waltram donò alcuni possedimenti all'abate Otmar. Nel XIV secolo, dopo una fase di relativa debolezza, gli abati di San Gallo tentarono di rafforzare la propria signoria, tornando a esigere dai sudditi il rispetto di obblighi ormai desueti come il laudemio, la manomorta, e i diritti di detrazione. Appenzello e la città di San Gallo si opposero fermamente a queste pretese, dando seguito all'inizio del XV secolo alle guerre di Appenzello. La sovranità abbaziale terminò di fatto con gli arbitrati federali che nel 1429 posero fine alla guerra. L'abbazia mantenne tuttavia alcuni diritti, che fino al XVI secolo le permisero di esigere dagli Appenzellesi il versamento di censi e decime.

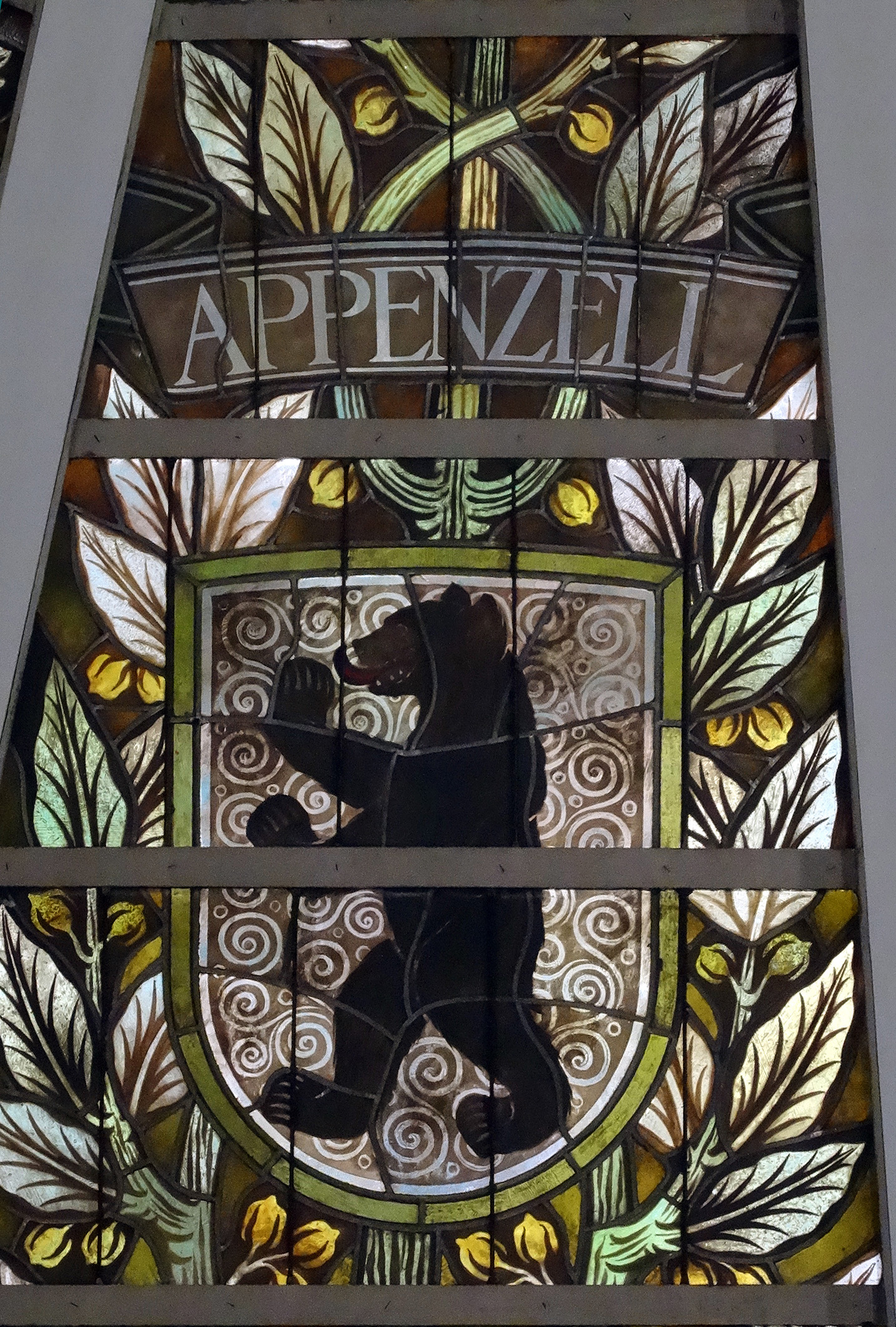
Vetrata raffigurante lo stemma di Appenzello a Palazzo federale

Durante tutto il XVI secolo gli Appenzellesi si schierarono dalla parte dei Confederati in vari conflitti, senza però ottenere vantaggi significativi e ancora privi di un proprio seggio presso la Dieta federale. Gli sforzi degli Appenzellesi per essere accolti nella Confederazione come tredicesimo cantone con pari diritti furono ancora respinti dai cantoni protettori dell'abbazia di San Gallo nel 1501, nel 1510 e nel 1512. La crisi prodottasi dopo l'assedio di Digione creò infine le premesse per l'ammissione di Appenzello nell'alleanza, avvenuta il 17 dicembre 1513.
A seguito della Riforma protestante si crearono forti divisioni religiose all'interno del cantone: Appenzello si divise dapprima in due schieramenti confessionali e infine in due semicantoni. Il 2 giugno 1597 le Rhoden esterne, in una Landsgemeinde straordinaria tenutasi a Hundwil, si pronunciarono in favore della divisione del cantone. Un'identica decisione venne presa qualche settimana più tardi, il 15 giugno 1597, dall'assemblea parrocchiale di Appenzello. Un collegio arbitrale paritetico di sei membri, nominato in occasione della Dieta federale del 29 giugno 1597 e composto dai rappresentanti di Zurigo, Lucerna, Svitto, Nidvaldo, Glarona e Sciaffusa, fu incaricato di negoziare con le due parti. L'8 settembre 1597 venne presentato l'atto di scissione, che regolava le modalità della separazione definitiva nei due semicantoni di Appenzello Interno e Appenzello Esterno.

## Economia
Grazie al privilegio imperiale ottenuto il 23 settembre 1353 dall'abate di San Gallo, al borgo di Appenzello fu concesso il diritto di tenere due mercati l'anno, che si svolgevano presso la chiesa. Assieme alla presenza di cognomi derivati da nomi di mestieri come Beck (fornaio), Müller (mugnaio), Binder e Fässler (bottaio), Sutter (ciabattino), Schmid (fabbro) e Salzmann (addetto al trasporto del sale), in parte attestati già nel XIV secolo, ciò indica che anche nel territorio appenzellese, nel quale dominava l'agricoltura, cominciavano a svilupparsi un artigianato rurale e un commercio locale.

### Agricoltura e allevamento
Nella misura in cui la natura dei tributi versati all'abbazia di San Gallo può considerarsi un riflesso della struttura produttiva, si può affermare che già nel basso Medioevo una quota considerevole delle terre era sfruttata per l'allevamento. Ancora nel tardo Medioevo, tuttavia, soprattutto nelle zone interne e nordoccidentali del Paese si coltivavano probabilmente avena e spelta. La viticoltura, attestata a partire dal XIV/XV secolo, veniva praticata sui pendii vicini al fondovalle: a Heiden, Lutzenberg, Oberegg, Reute, Walzenhausen, Wolfhalden. Nel XVI secolo la superficie coltivata non subì ampliamenti di rilievo, salvo nelle regioni nordoccidentali: probabilmente la campicoltura, praticata ormai solo in alcune fattorie sparse, serviva al fabbisogno domestico e rientrava in un sistema di coltivazione a maggese.
Tra la fine del Medioevo e l'inizio dell'età moderna la coltivazione di cereali diminuì a vantaggio dell'allevamento, che richiedeva un minore impegno lavorativo. La possibilità di esportare latticini e carni accelerò ulteriormente il passaggio all'allevamento: il crescente fabbisogno di foraggio per l'inverno poté essere coperto solo a scapito della campicoltura. L'arbitrato federale del 1421 dispose che i tributi fondiari non dovessero più venire pagati in natura: venne così a cadere, anche sul piano formale, l'obbligo – peraltro già aggirato sul piano pratico – di coltivare cereali. Dal XVI secolo, grazie alle possibilità di approvvigionamento nei vicini mercati specializzati della Germania meridionale, nel territorio appenzellese cessò la produzione di granaglie.

### Tessitura

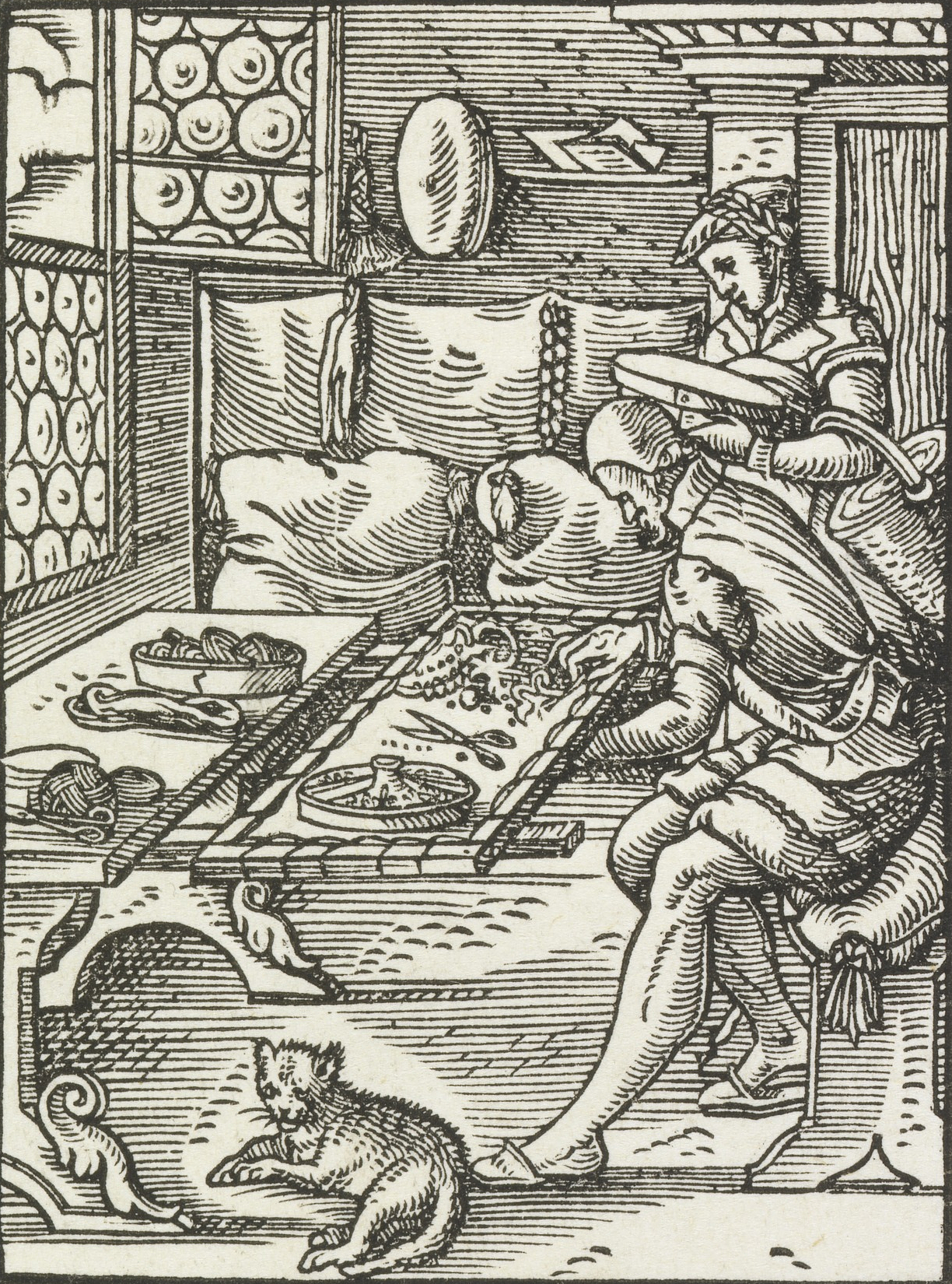
Raffigurazione di un tessitore nel XVI secolo

I contadini, troppo numerosi, si guadagnavano da vivere in parte come braccianti agricoli - in particolare nella Svizzera centrale - in parte come mercenari o come operai nelle manifatture tessili delle città bodaniche. Nel XV e XVI secolo la filatura del lino e della canapa, più tardi anche la tessitura, divennero un'attività accessoria sempre più importante per i contadini appenzellesi: per molti, con il tempo, la produzione tessile divenne l'attività principale. Numerosi villaggi appenzellesi in cui si producevano telerie come Hundwil, Urnäsch, Appenzello, Herisau e Teufen, contribuirono ad accrescere la prosperità economica della città di San Gallo: nel 1477 il Consiglio cittadino concesse perciò il marchio di controllo sangallese alla tela appenzellese che rispondeva a tutti i criteri di qualità. Per sottrarsi alla dipendenza da San Gallo alcuni produttori e notabili appenzellesi costruirono tra il 1535 e il 1537 ad Appenzello un impianto di candeggio, uno di lisciviatura e uno di follatura e fondarono inoltre nel 1537 una società appenzellese di telerie. Nonostante le liti scoppiate negli anni 1535-1542 e 1579, la città riuscì però a mantenere il proprio monopolio sul controllo e sul commercio dei prodotti tessili. Nelle campagne i tessitori, i filatori e i piccoli distributori di filati per la tessitura a domicilio dovettero limitarsi a produrre per i grandi commercianti cittadini. Restò ammesso, invece, il commercio all'ingrosso di lino grezzo, filati e cascami di filatura.
Stando a un elenco di mercanti appenzellesi, nel 1579 l'intero cantone contava 82 commercianti di filati, mentre solo 45 erano coloro che commerciavano in burro e formaggi. Favorita dall'alta congiuntura di cui godette il commercio tessile sangallese tra il 1560 e il 1610, nell'Hinterland e nel Mittelland la tessitura si affermò ulteriormente in seguito al rincaro dei generi alimentari del 1571.

### Politica economica
La politica economica delle autorità è documentata dal 1547 nel cosiddetto "libro degli esibiti e dei mandati" (Antworten- und Mandatenbuch). Tra gli interventi più significativi concernenti l'allevamento e la selvicoltura vanno menzionati:
- L'indennizzo per mancanza di fieno (1548)
- I provvedimenti contro un'epizoozia (1551)
- Le ordinanze concernenti lo sfruttamento dei boschi per tutelarli dai danni provocati dalle capre (1555)
- Le ordinanze concernenti lo sfruttamento dei boschi per tutelarli dai cercatori di resina provenienti da zone romanze (1557)
- Il divieto d'accesso ai pascoli comuni per il bestiame forestiero (1564)

Altri interventi documentati riguardano:
- Il commercio di beni e denaro: divieto di vendere beni e terreni fuori Appenzello
- La regolamentazione di determinate professioni: osti, mugnai e macellai
- I mercati: oltre ad Appenzello, anche Herisau, al più tardi dal 1518, e Urnäsch, dal 1592, ottennero il diritto di tenere mercato; a Herisau esisteva inoltre un emporio già verso la metà del XVI secolo
- La manutenzione delle strade: dal 1555 ogni Rhode designò un funzionario addetto a tale compito.
- La caccia e la pesca: periodi di protezione, bandite di caccia

## Società

### Relazioni sociali
Le ricerche sulla struttura sociale dell'Appenzello sono ancora lacunose e non permettono di dare valutazioni complessive, né in merito alla distribuzione dei vari gruppi professionali all'interno della popolazione rurale - ad esempio contadini, casari di montagna, lavoratori a domicilio, artigiani - né per quanto concerne la formazione di un'élite economica attiva nell'allevamento, nella produzione tessile a domicilio basata sul Verlagssystem e nel servizio mercenario. Il ceto dirigente appenzellese è stato anch'esso finora scarsamente studiato. È tuttavia noto che nel XV e XVI secolo alcune famiglie ricoprirono in permanenza determinate cariche sul piano cantonale, come i Gartenhauser, i Meggeli, gli Zidler, mentre altre ebbero un ruolo dominante nelle singole Rhoden, come ad esempio i Tanner e gli Schiess a Herisau.
Anche per quanto riguarda le tensioni interne e i conflitti sociali la ricerca storica dispone finora solo di conoscenze limitate a singoli episodi, come la lite sulle pensioni (1521-1522), relativa all'alleanza con la Francia e al servizio mercenario, o l'affare del vessillo (1535-1539). Lo stesso vale per la sorveglianza pubblica sui costumi, oggetto di apposite disposizioni - concernenti le bestemmie, il ballo e il consumo di bevande - contenute nella già citata raccolta dei mandati. Le locande - 53 in tutto nel 1555, di cui nove nel solo borgo di Appenzello - erano indubbiamente importanti luoghi di aggregazione sociale: nel capoluogo esse ospitavano anche riunioni politiche, tra gruppi di Consiglieri, oppure con gli inviati degli altri cantoni.

### Demografia
Mentre l'Hinterland risulta già almeno in parte abitato nel IX secolo, la colonizzazione della valle della Sitter attorno ad Appenzello avvenne in epoca posteriore, grazie ai dissodamenti promossi dall'abbazia di San Gallo. La conformazione del territorio e un'economia basata sull'allevamento favorirono gli insediamenti sparsi. La curtis abbaziale di Appenzello, dotata già nel 1071 di una chiesa, divenne il centro economico, amministrativo e religioso della regione. Un elenco tributario risalente al 1200 circa cita alcune curtes situate nel territorio dell'odierno semicantone di Appenzello Interno.
Nel Mittelland, colonizzato solo più tardi, Trogen è menzionato nel 1175 circa (de Trugin). Alla fase finale del processo di dissodamento risalgono gli insediamenti di Schwellbrunn e Schönengrund, attestati dal 1268. Teufen e Gais sono menzionati poco dopo, Speicher solo nel 1309. Frammenti di registri censuari attestano un successivo dissodamento del Mittelland, avviato da San Gallo nel XIV secolo. Per il Vorderland, colonizzato fra l'altro anche a partire dal Rheintal, i nomi delle curtes più antiche compaiono nel 1300 circa nel registro tributario della giurisdizione (Meieramt) di Altstätten, mentre Wienacht (Lutzenberg) e Walzenhausen sono citati in documenti del XIV secolo.
La sequenza temporale e spaziale della fondazione delle parrocchie permette anch'essa di stabilire che la colonizzazione del territorio procedette dalle regioni occidentali verso l'Appenzello Interno, il Mittelland e il Vorderland. Tutte le maggiori località e le principali parrocchie - Herisau, Appenzello, Hundwil, Gais, Urnäsch, Trogen, Grub e Teufen - sorsero prima della fine del XV secolo. Nel periodo seguente la densità della popolazione aumentò, ma non venne più fondata alcuna città: come dimostra ad esempio il confronto tra una lista delle curtes allestita verso il 1500 e l'atto di fondazione della parrocchia di Oberegg, del 1658, nel territorio appenzellese continuarono a dominare gli insediamenti sparsi, tipici delle regioni prealpine.
Secondo un ruolo militare, intorno al 1400 le Rhoden interne contavano 378 fuochi, mentre un elenco tributario del 1535 menziona 696 fuochi: l'aumento, pari all'86%, era dovuto sia all'immigrazione - specialmente da zone vicine, ma anche dai Grigioni, dall'Italia o dall'Algovia - sia all'eccedenza delle nascite. I versamenti di pensioni alla popolazione maschile per gli anni 1535, 1537, 1544 e 1547, indicati tra l'altro nei registri contabili, consentono di formulare dati approssimativi sullo sviluppo demografico: nella prima metà del XVI secolo Appenzello contava tra 11 400 e 12 700 abitanti, 3 400-3 700 nelle Rhoden interne, 8 000-9 000 in quelle esterne. Al momento della scissione - preceduto da epidemie di peste nel 1564, 1585, 1586 e 1594 - si contavano circa 26 700 abitanti, 8 100-8 800 nelle Rhoden interne e 18 200 in quelle esterne, sulla base di un'indagine che considerava le cifre relative agli elettori e gli uomini idonei al servizio militare. Tuttavia risultavano soltanto 13 500, 3 800-4 200 nelle Rhoden interne e 9 000-10 000 nelle esterne, secondo calcoli fondati sul numero dei comunicanti.

### Divisione amministrativa
L'organizzazione giuridica ed economica delle Rhoden si delinea per la prima volta negli elenchi tributari e in alcuni documenti del XIV secolo. I baliaggi di Appenzello e Trogen si dividevano ognuno in sei Rhoden: quello di Trogen comprendeva le Schneiter/Schwender, Füglisegger, Roter, Rotenwieser, Trogener e Tablater Rhoden, il baliaggio di Appenzello quelle di Schwende, Rüte, Lehn, Schlatt, Gonten e Rinkenbach/Wies. Ogni Rhode era retta da un funzionario denominato Rhodmeister, allora incaricato di riscuotere le imposte. Le sei Rhoden esterne del 1597 (Urnäsch, Herisau, Hundwil superiore e inferiore, Teufen e Trogen) si formarono nel corso del XVI secolo, in seguito tra l'altro alla frammentazione della vasta Rhode di Trogen. Dal XVI secolo, la scissione tra cattolici e riformati e la crescente rilevanza attribuita alle questioni confessionali contribuì a fare della parrocchia (Kirchhöre) il centro della vita politica comunale, mentre le Rhoden persero progressivamente la loro importanza sul piano politico: le Rhoden esterne perché troppo divise, quelle interne perché tutte concentrate attorno alla parrocchia di Appenzello.

### Organizzazione politica
La struttura dell'apparato statale appenzellese nel XVI secolo è descritta nel Codice del 1585, il cosiddetto Silbernes Landbuch. Organo supremo era la Landsgemeinde, seguita dal doppio Consiglio, dal Gran Consiglio (o Gebot[e]ner Rat) e dal Piccolo Consiglio: le decisioni di un organo superiore non potevano venire ribaltate da un'autorità gerarchicamente inferiore. Inizialmente la carica di Landamano era ricoperta da un cittadino svittese o glaronese; quale primo Landamano appenzellese è menzionato nel 1412 come Ulrich En(t)z.
Una raccolta di decisioni prese dal Consiglio e dalla Landsgemeinde nel XV e XVI secolo esordisce con le formule di giuramento le cui parti principali vengono lette ancora oggi. La raccolta, risalente alla metà del XVI secolo, che reca il titolo, peraltro inesatto, di Ältestes Landbuch ("primo Codice cantonale"), si apre con un rinvio cronologico all'anno 1409 e riporta le formule di giuramento dell'Ammann, dell'usciere e dei cittadini del cantone. Contiene inoltre le ordinanze militari e gli statuti in vigore in tempo di pace, nonché il Codice di diritto successorio.
A partire dal 1519 le autorità iniziarono a mettere per iscritto i conti, che ci sono pervenuti quasi senza interruzioni.  Il miner herren antwurtbuch, una raccolta poco sistematica di decisioni del Consiglio, sentenze giudiziarie, verbali e resoconti di negoziati, porta invece la data iniziale del 1547.  Al Rats- und Urfehdbuch, un registro del Consiglio compilato dal 1579 al 1588, si sostituirono nel 1589 i verbali del Landrat. Il registro delle parrocchie e dei fuochi (Kirchhöre- und Feuerschaubuch), compilato a partire dal 1579, fu mantenuto anche dopo la scissione di Appenzello in due semicantoni.  Nonostante la presenza della Landsgemeinde, nel Cinquecento il cantone non era comunque una democrazia nella sua accezione moderna: tutto il potere era detenuto dai Consigli, dominati da alcune famiglie e da un piccolo gruppo di notabili.

#### Landsgemeinde
Le prime indicazioni relative alla Landsgemeinde risalgono agli inizi del XV secolo. Guerre, trattati di pace e alleanze erano di competenza della Landsgemeinde, che di solito si riuniva nel capoluogo e nella quale avevano diritto di voto tutti i cittadini maschi a partire dai 16 anni. Nel XVI secolo accadde più volte che gli uomini delle Rhoden interne si riunissero in assemblea sulla Hofwiese ad Appenzello per votare, mentre i voti dei cittadini delle Rhoden esterne venivano consegnati in forma scritta: probabilmente in questi casi a ogni Rhode corrispondeva un voto.

#### Doppio Consiglio
Del doppio Consiglio facevano parte 12 membri del Piccolo Consiglio e 12 Granconsiglieri - uno per ogni Rhode - i magistrati e gli ex Landamani. Composto da oltre 288 uomini, il doppio Consiglio si riuniva due volte l'anno: il Nuovo e Vecchio Consiglio si teneva in maggio, dopo la Landsgemeinde, e il cosiddetto Consiglio di S. Gallo, o Gallenrat, in ottobre.  Oltre a stilare ordinanze cantonali e a stipulare patti e alleanze, esso eleggeva i Consiglieri segreti (Heimliche), cioè i membri del Piccolo Consiglio con funzioni di polizia, e i funzionari preposti alle costruzioni, all'ospedale e al cronicario. Esso giudicava inoltre delitti gravi, come violenze carnali e adulteri.

#### Gran Consiglio e Piccolo Consiglio
Il Gran Consiglio comprendeva i 144 membri del Piccolo Consiglio - 12 per ogni Rhode - e i magistrati: eleggeva i rappresentanti da inviare alla Dieta federale e dava loro istruzioni, trattava con i Confederati e con sovrani stranieri e fungeva inoltre da istanza d'appello per cause civili e penali. Il Piccolo Consiglio, composto presumibilmente dal Landamano, dai Consiglieri segreti e talvolta anche dai capi delle 12 Rhoden, provvedeva al disbrigo degli affari correnti. Il Consiglio del XV secolo, che compare sporadicamente negli atti a partire dal 1402, non aveva la stessa importanza del Landrat (parlamento) e del Piccolo Consiglio, affermatisi nei secoli successivi.

#### Tribunali
Tribunali speciali erano il tribunale dei giurati, composto dal Landamano e da 12 giurati, e il tribunale di bassa giustizia (Gassengericht, o tribunale dell'usciere o delle multe), presieduto dall'usciere cantonale e così denominato perché si riuniva inizialmente nel portico al pianterreno del palazzo comunale. Il primo giudicava le liti in materia di proprietà, il secondo soprattutto atti di violenza e reati minori.

### Religione
Precedentemente alla Riforma, il cantone era integrato nel diaconato di San Gallo (in origine di Arbon) e nell'arcidiaconato della Turgovia, appartenenti alla diocesi di Costanza. Fulcro della vita religiosa erano le parrocchie, e in particolare:
- Herisau (menzionata dal 907)
- Appenzello (menzionata dal 1071)
- Gais (fondata tra il 1323 e il 1360/1370)
- Hundwil (fondata prima del 1380)
- Urnäsch (1417)
- Trogen (1463)
- Grub (1474)
- Teufen (1479)

Le chiese erano poste sotto il patronato dell'abate di San Gallo, che riscuoteva anche le decime. La vita religiosa del popolo trovava la sua espressione nella cura riservata agli edifici sacri e nella fondazione di benefici. Fra le altre istituzioni religiose vi erano:
- Comunità di beghine, che aderirono in seguito all'ordine terziario francescano: presenti a Grimmenstein, Wonnenstein, Appenzello, Heilbrunnen presso Oberegg, e Bendlehn presso Speicher
- Una confraternita di Sant'Anna a Herisau
- Una confraternita maschile a Bendlehn
- Numerosi romitaggi: nelle località Ahorn e Berndli, ambedue presso Schwende, a Bruderhalden, presso Trogen, e nelle vicinanze della cappella di San Giacomo sul Kronberg, presso Gonten.

In territorio appenzellese non esistevano importanti luoghi di pellegrinaggio: l'immagine miracolosa della Madonna del Cancello, nella chiesa abbaziale di San Gallo, e il santuario di Einsiedeln attiravano un gran numero di devoti.

### Istruzione
Mano a mano che si andava affermando quale entità statale indipendente, il cantone sentì anche il bisogno di avere una propria scuola. Probabilmente già prima della metà del XV secolo nel borgo di Appenzello esistevano una scuola tedesca e una scuola latina di buona fama: qui i futuri ecclesiastici appenzellesi si preparavano agli studi universitari, che compivano in genere a Basilea, Vienna, Erfurt, Friburgo in Brisgovia e Heidelberg.